# Clément Louis Charles Berthot
Pour les articles homonymes, voir Berthot.
Clément Louis Charles Berthot est un homme politique français né le 17 février 1758 à Vaux (Haute-Marne) et décédé le 26 septembre 1832 à Vaux.
Avocat, président de l'administration centrale du département de la Haute-Marne, il est élu député au Conseil des Cinq-Cents le 22 germinal an V. Il est sous-préfet de Langres sous le Premier Empire et la Restauration.

## Sources
- « Clément Louis Charles Berthot », dans Adolphe Robert et Gaston Cougny, Dictionnaire des parlementaires français, Edgar Bourloton, 1889-1891 [détail de l’édition]